# Shelldon
 (août 2024).
Si vous disposez d'ouvrages ou d'articles de référence ou si vous connaissez des sites web de qualité traitant du thème abordé ici, merci de compléter l'article en donnant les références utiles à sa vérifiabilité et en les liant à la section « Notes et références ».
Shelldon est une série télévisée d'animation thaïlandaise en 22 minutes. Elle a été diffusée sur France 5 dans Zouzous du 23 août 2012.

## Synopsis
Shelldon est un jeune mollusque qui vit avec son amie Caroline. Ensemble ils découvrent le bonheur, le danger et le risque dans la mer.